# Rhododendron subenerve
Rhododendron subenerve är en ljungväxtart som beskrevs av Pui Cheung Tam. Rhododendron subenerve ingår i släktet rododendron, och familjen ljungväxter. Inga underarter finns listade i Catalogue of Life.